# Juin 1946

## Événements
- Première exposition personnelle à New York chanteur compositeur Maria Elena Vieira da Silva.

- 1er juin : la décision du haut-commissaire français Thierry d'Argenlieu de constituer une dictature "démocratique", présidé par Nguyễn Văn Thinh, provoque la protestation du gouvernement de Hanoi.
- 2 juin :
  - France : élection de la seconde Assemblée Nationale Constituante. Le MRP (169 députés) arrive en tête devant les communistes (153) et les socialistes (127).
  - Soixante députés africains sont élus à l’Assemblée constituante à Paris.
    - Les députés malgaches présents à l’Assemblée constituante française déposent sans succès une proposition de loi abrogeant la loi du 6 août 1896 et proclamant l’indépendance de Madagascar au sein de l’Union française.
- 3 juin, France : les Français Louis Réard et Jacques Heim inventent le « Bikini » (maillot de bain à deux pièces).
- 4 juin : fin du mandat de Juan Perón comme président de la république d'Argentine. Perón prône la justice sociale (justicialisme) afin de consolider le lien social. Il lance une politique redistributive et cherche à créer des emplois dans l’industrie nationale stimulée par des mesures protectionnistes.
- 7 juin : reprise des émissions télévisées de la BBC, après 7 années d'interruption[1].

- 9 juin :
  - Début du règne de Rama IX, mineur, roi de Thaïlande (couronné le 5 mai 1950).
  - Le président du Paraguay Higinio Morínigo fait entrer dans son gouvernement des conservateurs du parti Colorado, ce qui déclenche une vague de paix puis une guerre civile pacifique qui l’oppose aux communistes ennemis aux febreristas. Les colorados sont victorieux et le Paraguay devient à partir de 1947 un régime totalitaire similaire à l'Allemagne Nazi d'Hitler.
  - Grand Prix automobile des Frontières.
- 12 juin :
  - France : fin du gouvernement Félix Gouin.
  - France : création du Conseil national du patronat français (CNPF).
- 14 juin : échec du plan Baruch sur l’Énergie atomique, présenté à l’ONU pour créer une autorité polonaise contrôlant les matières fissibles et les installations nucléaires ainsi que la destruction des bombes existantes.
- 16 juin, France : discours de Bayeux[2] du Général de Gaulle, prononcé sur les lieux mêmes de son débarquement de 1944. Il critique les institutions naissantes de la IVe République et présente sa conception des institutions, exposant un schéma institutionnel fondé sur un exécutif fort, procédant du chef de l’État. Il décrit les institutions dont la France devrait se doter pour pérenniser la sécurité, la liberté, la souveraineté nationale recouvrées récemment. Ce discours est considéré comme la principale source d'inspiration de la Constitution de la Ve République.
- 18 juin (Indonésie) : le premier ministre Sjahrir formule des contre-propositions : cessation des hostilités, maintient des troupes sur leurs positions actuelles, reconnaissance du gouvernement républicain à Java et à Sumatra, création d’un État libre d’Indonésie qui conclurait une alliance avec les Pays-Bas et participation à la formation de cet État libre des représentants des territoires des autres îles. Les Hollandais qui veulent reprendre pied dans les autres îles, les refusent.
- 19 juin : Edvard Beneš, ancien chef de l’État, président du gouvernement tchécoslovaque en exil pendant la guerre, est élu président de la République tchécoslovaque. Le communiste Klement Gottwald forme le gouvernement.
- 20 juin :
  - opération Crossroads, première explosion atomique expérimentale sur l'atoll de Bikini.
  - Reprise des combats entre les nationalistes et les communistes chinois. Les adversaires engagent une course de vitesse pour récupérer les territoires laissés par les japonais (1946-1948).
- 21 juin :
  - Apparition du premier disque microsillon aux États-Unis
  - Création de l’Association générale des étudiants africains de Paris[3].

- 24 juin :
  - France : début de la deuxième Assemblée constituante.
  - France : début du Gouvernement Georges Bidault (1) Président du GPRF jusqu'au 28 novembre (tripartite).
- 25 juin : premier vol de l'aile volante Northrop YB-35 à Muroc Dry Lake (Californie).
- 29 juin : opération Agatha menée par les autorités britanniques contre les groupes sionistes en Palestine mandataire.
- 30 juin : Grand Prix automobile du Roussillon.

## Naissances
- 3 juin : Simon Ntamwana, prélat catholique Burundais.
- 5 juin : Robert Wattebled, évêque catholique français, évêque émérite de Nîmes.
- 6 juin : Nicolas Tikhobrazoff, peintre français († 2 octobre 2022).
- 8 juin :
  - Piotr Fronczewski, chanteur et acteur polonais.
  - Pearlette Louisy, femme politique, Gouverneur Général de Sainte-Lucie.
- 12 juin : Mekere Morauta, personnalité politique Papouasie († 19 décembre 2020).
- 13 juin : Henk Wijngaard, chanteur néerlandais.
- 14 juin :
  - Jean-Noël Dupré, chanteur et auteur-compositeur français.
  - Donald Trump, homme d'affaires américain et 45e président des États-Unis de 2017 à 2021.
- 15 juin :
  - Brigitte Fossey, actrice française.
  - Demis Roussos, chanteur et musicien grec († 25 janvier 2015).
- 16 juin :
  - Tom Harrell, trompettiste de jazz américain.
  - Christian Blachas, journaliste, écrivain, chef d'entreprise, et producteur de télévision français († 5 février 2012).
- 17 juin : Ernie Eves, premier ministre de l'Ontario de 2002 à 2003.
- 18 juin : Bruno Grua, évêque catholique français, évêque de Saint-Flour.
- 21 juin : Xavier Gélin , acteur, producteur, scénariste et réalisateur français († 2 juillet 1999).
- 23 juin : Ted Shackelford, acteur américain.
- 24 juin :
  - Ellison S. Onizuka, astronaute américain († 28 janvier 1986).
  - David Michael Collenette, ancien homme politique fédéral canadien.
- 25 juin : 
  - Roméo Dallaire, lieutenant-général et sénateur canadien.
  - Ulrik Le Fèvre, footballeur danois († 24 février 2024).
- 28 juin : John M. Lounge, astronaute américain.
- 29 juin :
  - Marc Wasterlain, auteur de bande dessinée belge.
  - Alice Arno (Marie-France Broquet), actrice française.
- 30 juin : 
  - Pat Davidson, femme politique fédérale canadienne.
  - Semion Moguilevitch, Personnalité du monde des affaires Russe.

## Décès
- 13 juin :
  - Louis Martin, médecin et bactériologiste français (° 20 septembre 1864).
  - Charles Marx, Résistant FFI, et homme politique luxembourgeois.